# Frafra (Volk)
Die Frafra sind ein Volk in Ghana und Burkina Faso, das auch Farefare, Gurenne, Gurune, Ninkarsé, Gursi, Nabt, Nabra und Nankani genannt wird. Der Name in Burkina Faso ist Nankani. Der Eigenname ist Ninkarsé oder Gursi. Je nach Quelle werden beispielsweise die Nabra als eigenes Volk angesehen, die jedoch ebenfalls Farefare, die Sprache der Frafra verwenden.
In Ghana lebt ein Schwerpunkt dieser Ethnie mit einer Bevölkerungszahl 772.000 bis 820.000 in der Upper East Region im Nordosten des Landes und verteilt in verschiedenen größeren Städten. In der Stadt Bolgatanga, im Frafra Distrikt und bis Navrongo liegt das Siedlungsgebiet der Frafra.
In Burkina Faso leben die Frafra in der Nahouri Provinz, im Verwaltungsdistrikt Zecco und Ziou mit etwa 25.100 bis 37.000 Menschen.
Eine charakteristische traditionelle Musik der Frafra ist das lunsi-Ensemble, das hauptsächlich aus mehreren Sanduhrtrommeln lunga (Plural lunsi) besteht. Ferner spielen die Griots der Frafra die einsaitige Fiedel during, eine Variante der Schalenspießlaute goge. Den Unterhaltungstanz nagila begleiten die Frafra mit Kalebasseltrommeln, Sanduhrtrommeln und der kurzen Holzflöte wua. 